# ハプニングバー
ハプニングバーとは、さまざまなセクシュアリティの人たちが集まり客同士で突発的行為を楽しむバーもしくはセックスクラブ。ハプバーなどと略される。

## 概要
カップル、SMマニア、女装マニア、露出症や窃視症など、さまざまなセクシュアリティの人たちが集い、会話を楽しんだり突発的行為を楽しむ。
かつては行為が暴走して乱交パーティー状態となることもあった。
現在では摘発を警戒して出入口を二重扉にしている店もある。
女性従業員がいる場合も多いが、客に性的サービスをすることはない。
大都市でも店の数はそれほど多くはなく、特殊な業態による周囲への配慮からか店自体も雑居ビルの一角などの目立たない場所にあることが多い。
看板なども無い店が大半で、初めて訪れる場合には場所が分かりにくい場合があるため、電話で詳しい場所を聞きながら訪れる必要がある場合もある。
単独男性、単独女性、カップルなどの来店単位があり、繁華街に多い。
老舗なら新宿、騒ぎたい渋谷、年齢層の落ち着いた上野など、地域により違いが見られる。

## システム
会員制を採用しているところが多い。
入会に際しては規約文の熟読と確認署名、身分証明書の提示、コピーの許可と入会金の支払いを求められるケースが一般的である。
日中から営業している店も多い。
対象とする客層は単独男性・単独女性がメイン。関西では単独男性の入店が制限される店もある。
入店料金は安い順に、単独女性＜男女カップル＜単独男性と差がある。
ドリンク類は一般的なバーやスナックと同様であったり、均一料金の場合やソフトドリンクはフリーであったりと、店ごとにシステムが違う。
単独男女が主であるが、店によってカップルデーなどカップルの入店を優遇している日時を設けている場合もある。
常にカップルでの入店を求められる業態は、ハプニングバーではなくカップル喫茶となる。

## 店内の様子
普通のバーのような公共スペース（フロア）とプレイする場所が明確に分かれている。
カップルはどこでも自由に移動できるが、単独男性はカップルや単独女性から誘われない限り、プレイスペースに入場できない場合が多い。
のぞき穴や窓、カーテンでプレイスペースが鑑賞可能となっている店もある。
照明は全体的に暗く、プレイルームで相手の顔が分かりにくいことがある。
シャワーを設置している場合がほとんどであり、プレイ前には清潔にすることがマナーとされる。
客は名称のとおり、何らかのハプニング（他の客との絡み、フェラチオ、クンニリングス、3P、SMプレイなど）を期待して来店するわけであるが、店側が何らかのイベントを企画しない限り、あくまでもそれは客同士の合意の上で自然発生するものであり、来客の数、構成、雰囲気によっては何事も無く、普通のバーとなる場合がある。
運良くハプニングに遭遇しても、その他のメンバーの同意が無ければ参加できない。それゆえ、ハプニング発生前のコミュニケーションが重要な要素となる。
自らが参加することはせず、他人の秘め事に興味がある人も多く、見て楽しむだけということも可能である。大半のハプニングバーではSMもテーマの一部にしているが、SMをテーマにしていない店も存在する。
店にもよるが、男女比はやはり男性の方が多い。ハプニング発生の可否は最終的に女性の意思が尊重される事が多く、店側も男性客よりも女性客を特に大事にする傾向がある。